# Ле-Пон-де-Се (кантон)
Ле-Пон-де-Се (фр. Ponts-de-Cé) — кантон во Франции, находится в регионе Пеи-де-ла-Луар, департамент Мен и Луара. Входит в состав округа Анже.

## История
Кантон Ле-Пон-де-Се был создан в 1790 году, был изменен в 1801 году и в результате административной реформы 2015 года. 
В 2016 году состав кантона снова изменился: 1 января коммуны Блезон-Гое и Сен-Сюльпис образовали новую коммуну Блезон-Сен-Сюльпис. 15 декабря коммуны Жюинье-сюр-Луар и Сен-Жан-де-Мовре образовали новую коммуну Ле-Гаренн-сюр-Луар; коммуны Бриссак-Кенсе, Вошретьен, Лез-Алле, Люинье, Сен-Реми-ла-Варенн, Сен-Сатюрнен-сюр-Луар, Сольже-л’Опиталь, Шарсе-Сент-Элье-сюр-Обанс вместе с коммунами Кутюр и Шемелье кантона Дуэ-ла-Фонтен – новую коммуну Бриссак-Луар-Обанс.

## Состав кантона с 15 декабря 2016 года
В состав кантона входят коммуны (население по данным Национального института статистики за 2020 г.):
- Блезон-Сен-Сюльпис (1 302 чел.)
- Бриссак-Луар-Обанс (9 603 чел., частично)
- Ле-Гаренн-сюр-Луар (4 614 чел.)
- Ле-Пон-де-Се (12 589 чел.)
- Мюр-Эринье (5 661 чел.)
- Сен-Жан-де-ла-Круа (224 чел.)
- Сен-Мелен-сюр-Обанс (2 172 чел.)
- Сулен-сюр-Обанс (1 399 чел.)

## Политика
На президентских выборах 2022 г. жители кантона отдали в 1-м туре Эмманюэлю Макрону 36,8 % голосов против 20,3 % у Жана-Люка Меланшона и 16,2 % у Марин Ле Пен; во 2-м туре в кантоне победил Макрон, получивший 71,7 % голосов. (2017 год. 1 тур: Эмманюэль Макрон – 27,3 %, Франсуа Фийон – 25,2 %, Жан-Люк Меланшон – 18,2 %, Марин Ле Пен – 13,8 %; 2 тур: Макрон – 78,4 %).
С 2021 года кантон в Совете департамента Мен и Луара представляют первый вице-мэр коммуны Ле-Пон-де-Се Венсан Гибер (Vincent Guibert) (Социалистическая партия) и вице-мэр коммуны Бриссак-Луар-Обанс Брижитт Гюгльельми (Brigitte Guglielmi) (Разные левые).
|                | Кандидаты                       | Партия               | Первый тур | Первый тур     | Второй тур | Второй тур |
| Кол-во голосов | Кандидаты                       | Партия               | % голосов  | Кол-во голосов | % голосов  |            |
| -------------- | ------------------------------- | -------------------- | ---------- | -------------- | ---------- | ---------- |
|                | Венсан Гибер Брижитт Гюгльельми | Левый блок — Зелёные | 4 875      | 59,25          | 5 225      | 59,56      |
|                | Дамьен Куаффар Анни Малько      | Разные правые        | 3 353      | 40,75          | 3 547      | 40,44      |

|                | Кандидаты                           | Партия                  | Первый тур | Первый тур     | Второй тур | Второй тур |
| Кол-во голосов | Кандидаты                           | Партия                  | % голосов  | Кол-во голосов | % голосов  |            |
| -------------- | ----------------------------------- | ----------------------- | ---------- | -------------- | ---------- | ---------- |
|                | Брижитт Гюгльельми Жан-Поль Павийон | Социалистическая партия | 4 265      | 31,95          | 6 357      | 50,50      |
|                | Режин Арриберуг Давид Колен         | Правый блок             | 4 242      | 31,78          | 6 230      | 49,50      |
|                | Эрик Ле Борнь Катрин Люка           | Национальный фронт      | 2 708      | 20,29          |            |            |
|                | Филипп Бодар Катрин Гуазе           | Разные левые            | 2 133      | 15,98          |            |            |